# Wim Crusio
Wim E. Crusio (ur. 20 grudnia 1954 w Bergen op Zoom) – holenderski neurobiolog, pracownik naukowy Centre national de la recherche scientifique w Talence.

## Życiorys
W 1975 ukończył studia na uniwersytecie w Nijmegen, gdzie w 1979 roku uzyskał magisterium z biologii na podstawie pracy, przygotowanej pod kierunkiem Hansa van Abeelena. W roku 1984 na tejże uczelni obronił rozprawę doktorską pt.: Olfaction and behavioral responses to novelty in mice: A quantitative-genetic analysis. Od roku 2000 do 2005 wykładał psychiatrię na uniwersytecie w Massachusetts. W 2002 roku założył czasopismo Genes, Brain and Behavior. Jest redaktorem naczelnym Behavioral and Brain Functions.

## Wybrane prace
Wim E. Crusio jest autorem ponad 100 artykułów naukowych w czasopismach recenzowanych.
- W.E. Crusio. Learning and memory: radial maze. In: W.E. Crusio, S. Pietropaolo, F. Sluyter, and R.T. Gerlai (Eds.) Behavioral Genetics of the Mouse. Vol. 1. Genetics of Behavioral Phenotypes. Cambridge University Press, Cambridge, United Kingdom, 299-303, 2013.
- W.E. Crusio. Exploratory behavior. In: W.E. Crusio, S. Pietropaolo, F. Sluyter, and R.T. Gerlai (Eds.) Behavioral Genetics of the Mouse. Vol. 1. Genetics of Behavioral Phenotypes. Cambridge University Press, Cambridge, United Kingdom, 148-154, 2013.
- W.E. Crusio, G. Genthner-Grimm, and H. Schwegler. A quantitative-genetic analysis of hippocampal variation in the mouse. Journal of Neurogenetics 3: 203-214, 1986; reprinted in Journal of Neurogenetics 21: 197-208, 2007
- W.E. Crusio, H. Schwegler, and H.-P. Lipp. Radial-maze performance and structural variation of the hippocampus in mice: A correlation with mossy fibre distribution. Brain Research 425: 182-185, 1987.
- W.E. Crusio, H. Schwegler, and J.H.F. van Abeelen. Behavioral responses to novelty and structural variation of the hippocampus in mice. II. Multivariate genetic analysis. Behavioural Brain Research 32: 81-88, 1989.